# Dante Bonfim Costa Santos
För andra artiklar med namnet Dante, se Dante (olika betydelser).
Dante Bonfim Costa Santos eller bara Dante, född 18 oktober 1983 i Salvador, Brasilien, är en brasiliansk fotbollsspelare som spelar för franska Nice.

## Karriär
Dante förlängde i mars 2014 sitt kontrakt med Bayern München fram till slutet av juni 2017. Han lämnade dock klubben i förtid. Den 30 augusti 2015 skrev han nämligen på för seriekonkurrenten VfL Wolfsburg.

## Meriter
Standard Liège
- Jupiler Pro League: 2007/2008
- Belgiska supercupen: 2008

 Bayern München
- Bundesliga: 2012/2013, 2013/2014, 2014/2015
- DFB-Pokal: 2012/2013, 2013/2014
- DFL-Supercup: 2012
- Uefa Champions League: 2012/2013
- Uefa Super Cup: 2013
- Världsmästerskapet för klubblag: 2013

 Brasilien
- Fifa Confederations Cup: 2013